# 2 Batalion Strzelców (Legiony Polskie we Włoszech)
2 Batalion Strzelców – polski oddział wojskowy Legionów Polskich we Włoszech.

## Formowanie i zmiany organizacyjne
9 lutego 1797 roku w Mediolanie utworzono 2 batalion strzelców, który wszedł w skład  Legionu Polskiego Posiłkowego Lombardii. Batalion koszarował w klasztorze św. Marka.
15 maja 1797 roku Bonaparte podjął decyzję o reorganizacji Legionów. Powstać miały dwa legiony polskie po trzy bataliony. Miejsce batalionów specjalnościowych zajęły  bataliony mieszane. Każdy batalion posiadał na kompanię grenadierską, strzelecką oraz osiem fizylierskich.
W marcu 1799 ponownie utworzono batalion strzelców. Rozwiązano na początku 1800 roku. Jego dowódcą był major Jasiński i od 17 czerwca 1799 mjr Borowski

## Dowódcy batalionu
- Antoni Kosiński

------------------------
- mjr Jasiński
- mjr Borowski – od 17 czerwca 1799

## Mundur batalionu
Jan Henryk Dąbrowski, w rozmowach z rządem Republiki Lombardzkiej ustalił, że "ubiory, odznaki wojskowe i organizacja tego korpusu winny być w miarę możności zbliżone do zwyczajów Polaków".
Strzelcy  posiadali mundur wzorowany był na mundurze 3 regimentu pieszego buławy polnej litewskiej. Były to granatowe spodnie i kurtki z ozdobami zielonymi. Buty noszono z cholewkami do połowy łydki. Nogawki spodni wkładane do butów. Na prawym ramieniu noszono czerwono-biało-zielony kontrepolet w barwach lombardzkich z napisem "Gli uomini liberi sono fratelli". Pierwsi strzelcy wystąpili przed władzami lombardzkimi w kapeluszach. Wkrótce jednak zamieniono je na rogatywki z czarnym barankiem bez daszka. Na początku XIX w. weszły w życie wysokie i usztywnione rogatywki z okutym daszkiem i podpinką.